# Беттиоль, Альберто
Альберто Беттиоль (итал. Alberto Bettiol, род. 29 октября 1993 в Поджибонси, Италия) — итальянский профессиональный шоссейный велогонщик, выступающий с 2019 года за команду EF Education First-Drapac p/b Cannondale.
Начал свою профессиональную карьеру в 2014 году в сразу заключив контракт с командой Мирового тура Garmin-Sharp. В 2016 впервые принял участие в Гранд-Туре Джиро д'Италия

## Достижения
2011
1-й  - Чемпионат Европы среди юниоров
1-й  - Giro della Lunigiana
1-й  Очковая классификация
1-й на этапе 1 и 3
2013
Чемпионат Италии среди U-23 в групповой гонке
3-й в групповой гонке
5-й в индивидуальной гонке
3-й - Трофео Франко Балестра
3-й - Gran Premio della Liberazione
4-й - Кубок наций Долины Сагеней
7-й - Чемпионат Европы среди молодёжи в групповой гонке
2016
2-й - Гран-при Плуэ
3-й - Тур Польши
1-й  Спринтерская классификация
4-й - Гран-при Квебека
7-й - Гран-при Монреаля
2017
4-й - Кубок Уго Агостони
5-й - Гран-при Бруно Бегелли
6-й - Классика Сан-Себастьяна
10-й - E3 Харелбеке
2018
1-й на этапе 1(ТТТ) - Тиррено — Адриатико
2019
1-й - Тур Фландрии

### Гранд-туры
| Гонка           | 2016 | 2017 |
| --------------- | ---- | ---- |
| Джиро д'Италия  | 86   | —    |
| Тур де Франс    | —    | 90   |
| Вуэльта Испании | —    | —    |

| —  | Не участвовал  |
| НФ | Не финишировал |